# Jason Knight
Jason Knight (12 februari 2001) is een Iers voetballer die doorgaans speelt als centrale middenvelder. Hij maakte in augustus 2019 de overstap naar het eerste elftal van Derby County.

## Clubcarrière
Knight doorliep de jeugdreeksen van Cabinteely en Derby County. Op 5 augustus 2019 debuteerde hij in het eerste elftal toen hij twee minuten voor tijd inviel voor Kieran Dowell. Zijn debuutwedstrijd tegen Huddersfield Town werd met 1–2 gewonnen.

## Clubstatistieken
| Seizoen | Club         | Competitie   | Competitie | Competitie | Beker | Beker | Internationaal | Internationaal | Totaal | Totaal |
| Seizoen | Club         | Competitie   | Wed.       | Dlp.       | Wed.  | Dlp.  | Wed.           | Dlp.           | Wed.   | Dlp.   |
| ------- | ------------ | ------------ | ---------- | ---------- | ----- | ----- | -------------- | -------------- | ------ | ------ |
| 2019/20 | Derby County | Championship | 1          | 0          | 0     | 0     | —              | —              | 1      | 0      |
| Totaal  | Totaal       | Totaal       | 1          | 0          | 0     | 0     | 0              | 0              | 1      | 0      |

Bijgewerkt op 11 augustus 2019.

## Interlandcarrière
Knight is Iers jeugdinternational.